# 高富集團
中國雲錫礦業集團有限公司，簡稱中國雲錫礦業集團，以及中國雲錫礦業（英語：China Yunnan Tin Minerals Group Company Limited），在2008年5月16日，由保興投資控股有限公司更名而來，現時業務從事礦產業及相關之業務，並於香港及中國大陸進行投資,金融業務,貿易及零售。
在2008年4月，已正式收購雲南錫業(控股)有限公司股權。總部位於香港灣仔港灣道25號海港中心25樓2502-5室。主要股東為孫祖洪，而現任主席張國慶。

## 連結
- CYTMG.com （页面存档备份，存于）